# Чадха, Гуриндер
Гуриндер Чадха (англ. Gurinder Chadha; род. 10 января 1960, Найроби) — британская сценаристка, кинорежиссёр и продюсер индийского происхождения.

## Биография
Гуриндер Чадха родилась в Найроби, Кения. В 1961 году её семья переехала в Великобританию и поселилась в Лондоне, в районе Саутхолл. По окончании школы Гуриндер Чадха поступила в Университет Восточной Англии, где изучала политику и экономику, а в 1984 году — в Лондонский колледж коммуникаций.

## Творчество
В середине восьмидесятых Чадха начала свою карьеру на радио, затем работала журналисткой в новостной службе «Би-Би-Си».
В 1989 году Чадха выпустила документальный фильм «I’m British, but…», посвящённый жизни британцев азиатского происхождения.
В 1990 году Гуриндер Чадха открыла продюсерскую компанию, которая в качестве первого фильма выпустила 11-минутный фильм «Nice Arrangement» (1991), рассказывающий о британско-азиатской свадьбе.
Её фильм «Bhaji on the Beach» (1993) завоевал многочисленные международные награды, как, например, BAFTA в номинации «Лучший Британский фильм» и Evening Standard British Film Award в номинации «Лучший дебютант в Британском кино».
Фильм «Что готовим?» (2000) участвовал в кинофестивале Сандэнс; сценарий фильма был первым британским сценарием, попавшим в Писательскую Лабораторию Института Сандэнс. Чадха получила награду «Лучший британский режиссёр» в London Film Critics’ Circle Award.
Фильм «Играй как Бекхэм» (2002), при съёмках которого Гуриндер Чадха выступила как режиссёр, продюсер и сценаристка, до появления «Миллионера из трущоб» был самым кассовым фильмом британской режиссуры. Успех фильма был международным, он был в топе продаж в Америке, Новой Зеландии, Швейцарии и ЮАР, а также выиграл Golden Globe Nomination for Best Picture (Musical or Comedy), BAFTA Nomination for Best British Film, European Film Academy Nomination for Best Film и Writers Guild of America Nomination for Best Original Screenplay.
В 2004 году Чадха выпускает «Невесту и предрассудки» — фильм в Болливудском стиле по мотивам романа Джейн Остин «Гордость и предубеждение».

## Фильмография

### Режиссёр
- 1993 — Бхаджи на пляже / Bhaji on the Beach
- 2000 — Что готовим / What’s Cooking?
- 2002 — Играй как Бекхэм / Bend It Like Beckham
- 2004 — Невеста и предрассудки / Bride & Prejudice
- 2006 — Париж, я люблю тебя / Paris, je t’aime
- 2008 — Ангус, стринги и поцелуи взасос / Angus, Thongs and Perfect Snogging
- 2009 — Эта замечательная загробная жизнь / It’s a Wonderful Afterlife
- 2017 — Дом вице-короля / Viceroy’s House

### Сценарист
- 1993 — Бхаджи на пляже / Bhaji on the Beach (рассказ)
- 2000 — Что готовим / What’s Cooking?
- 2002 — Играй как Бекхэм / Bend It Like Beckham
- 2004 — Невеста и предрассудки / Bride & Prejudice
- 2005 — Принцесса специй / Mistress of Spices
- 2006 — Париж, я люблю тебя / Paris, je t’aime
- 2008 — Ангус, стринги и поцелуи взасос / Angus, Thongs and Perfect Snogging
- 2009 — Эта замечательная загробная жизнь / It’s a Wonderful Afterlife
- 2017 — Мумбайский мюзикл / Bollywood Superstar Monkey

### Продюсер
- 1993 — Бхаджи на пляже / Bhaji on the Beach (рассказ)
- 2000 — Что готовим / What’s Cooking?
- 2002 — Играй как Бекхэм / Bend It Like Beckham
- 2004 — Невеста и предрассудки / Bride & Prejudice
- 2005 — Принцесса специй / Mistress of Spices
- 2006 — Париж, я люблю тебя / Paris, je t’aime
- 2008 — Ангус, стринги и поцелуи взасос / Angus, Thongs and Perfect Snogging
- 2009 — Эта замечательная загробная жизнь / It’s a Wonderful Afterlife
- 2017 — Мумбайский мюзикл / Bollywood Superstar Monkey